# Naama (biblická postava)
Naama (hebrejsky נַעֲמָה‎, Na'ama), přepisováno též jako Naamah, je jméno dvou ženských postav z Bible a také název města, o němž je zmínka v knize Jozue. Jméno či název se vykládá jako „Líbezná“, „Příjemná“.

## Sestra Túbal-kaina
První zmínka v Bibli o ženě tohoto jména se týká sestry Túbal-kaina, tedy sourozenců pocházejících z Kainova rodu. V Kralické bibli je její jméno přepisováno jako „Noéma“. Raši uvádí, že její jméno je v Tóře zmíněno proto, že se stala ženou Noema
a patřila mezi ty, kdo přečkali potopu světa v arše. Targum Neofiti ji popisuje jako hudebně nadanou umělkyni a textařku písní.

## Matka Rechabeáma
Druhá biblická zmínka o osobě tohoto jména se týká jedné z žen krále Šalomouna, jež mu porodila Rechabeáma, který nastoupil na trůn svého otce. Z přízviska této Naamy se usuzuje, že byla dcerou amónského krále.

## Starověké kanaánské město
Jedno ze starověkých měst Kanaánu, jež po dobytí a obsazení syny Izraele připadlo kmeni Juda. Město se nacházelo v rovině Šefela. Jeho zříceniny lze najít poblíž osady Naan, jež leží jižně od Lodu. Obyvatelem města mohl být jeden z Jóbových přátel, který se jmenoval Sófar a jehož přízvisko bylo „Naamatský“